# Ivoire

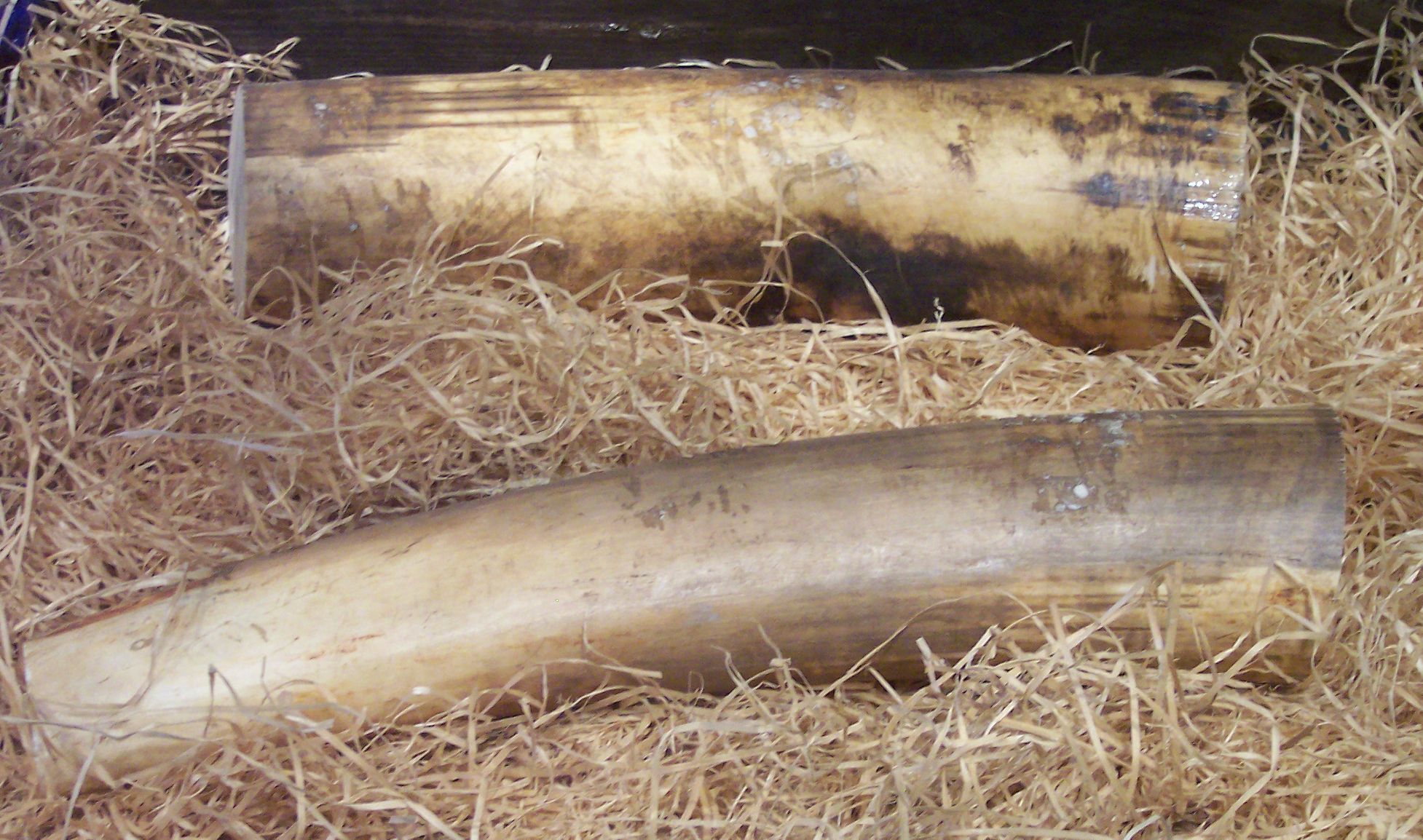
Ivoire.

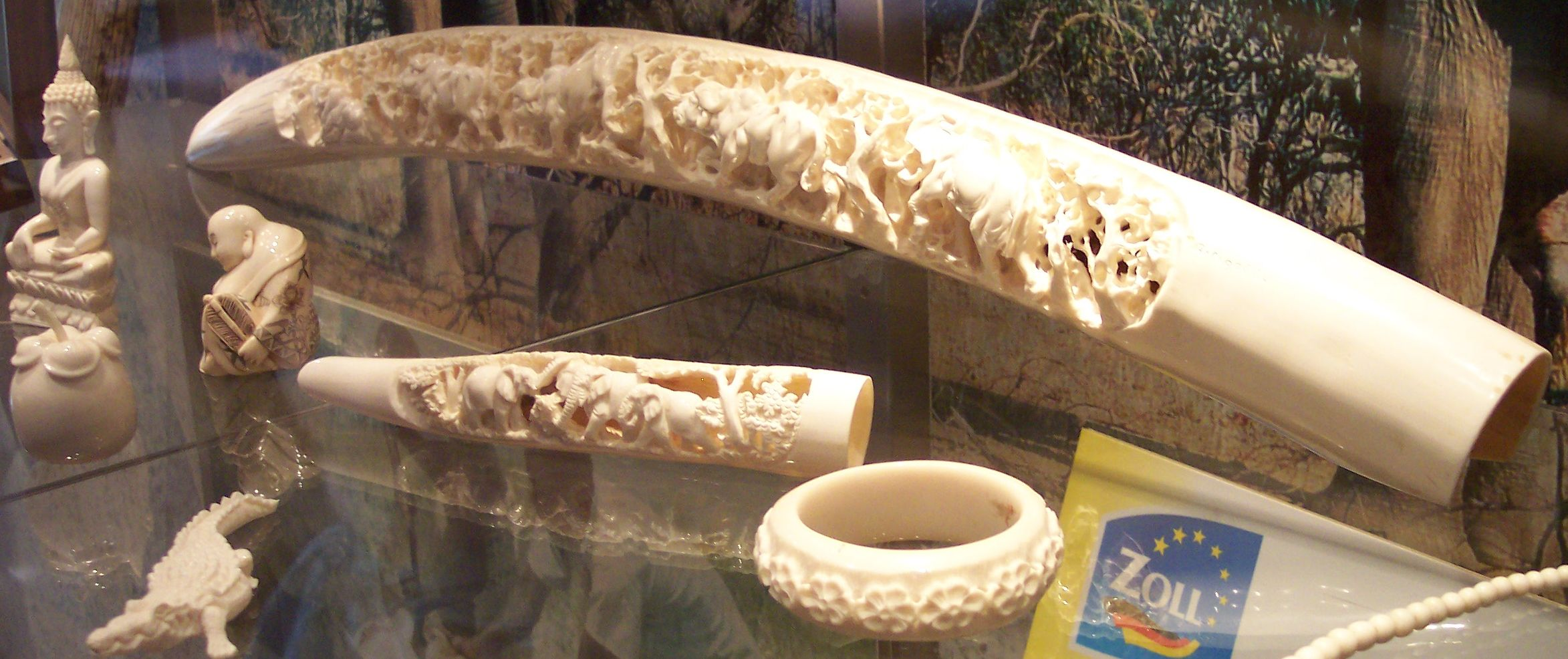
Ivoire travaillé.

Pour les articles homonymes, voir Ivoire (homonymie).
Pour les articles ayant des titres homophones, voir Yvoir et Yvoire.
L'ivoire est une substance dure, blanche, opaque qui est la matière principale des dents et des défenses d'animaux comme l'éléphant, l'hippopotame, le morse, le narval, le cachalot ou le phacochère.
En France, le mot « ivoire » s'applique préférentiellement (et commercialement) à l'ivoire d'éléphant ou de mammouth.
Depuis la préhistoire, l'homme taille et sculpte l'ivoire : la Dame de Brassempouy est un fragment de statuette en ivoire daté du Paléolithique supérieur (Gravettien, - 29 / - 22 000 BP). Avant l'introduction du plastique, l'ivoire était utilisé pour fabriquer des objets usuels : billes de billard (de nos jours, elles sont faites de bakélite), touches de piano, boutons, éventails, manches de couvert ou reliures de livres.

## Zoologie

### Structure
La composition chimique des dents et des défenses des mammifères est la même quelle que soit l'espèce considérée. L'ivoire est composé de dentine et résulte d'une minéralisation de la matrice extracellulaire par les odontoblastes (des cellules présentes dans la pulpe). Une des caractéristiques des défenses d'éléphants, en comparaison de la plupart des dents des autres mammifères, est de ne pas posséder d'émail.
D'une manière générale, la structure de l'ivoire peut être comparée à celle du bois : l'ivoire prélevé sur un éléphant récemment mort se contracte en séchant (on parle d'ivoire vert) ; il peut tout aussi bien se gonfler dans un environnement humide ; une fois sec, il reste fragile le long des fibres. Par ailleurs, la minéralisation graduelle est directement visible sur une section de défense, puisque, à l'image des cerceaux concentriques des troncs d'arbre (dendrochronologie), il est possible de constater les étapes de la formation de l'ivoire sur les cercles concentriques entourant le noyau central, et d'en déduire l'âge de l'éléphant.
Le commerce de certaines dents et défenses autres que l'éléphant est bien établi et répandu. Aussi, le terme ivoire peut être correctement utilisé pour décrire toute dent ou défense de mammifère d'intérêt commercial qui est suffisamment grande pour être sculptée.

### Dents et défenses

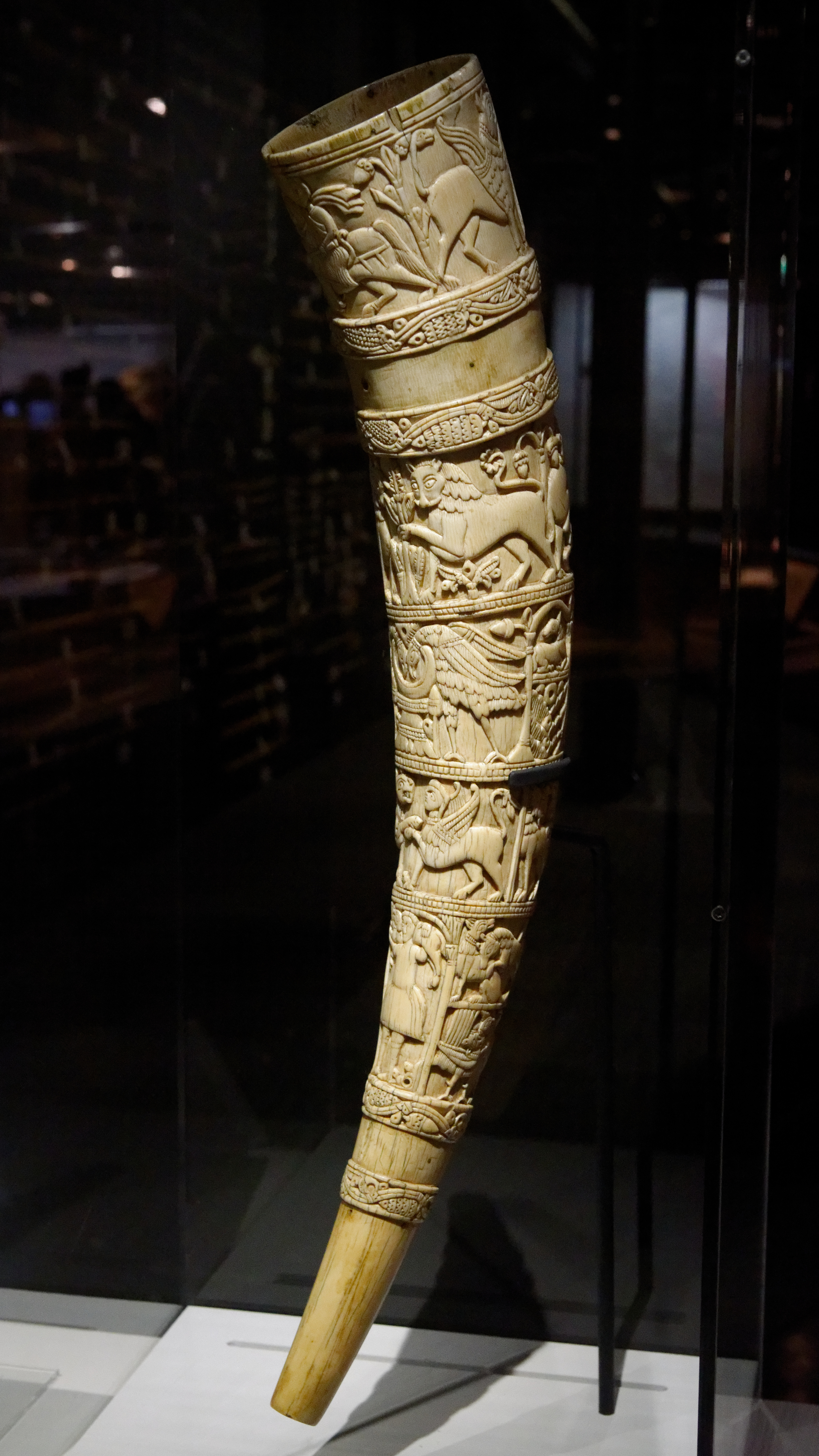
L'olifant de la chartreuse de Portes, sculpté dans une défense.

Les dents et les défenses ont la même origine. Les dents sont des structures spécialisées adaptées pour mastiquer la nourriture. Les défenses, qui sont de grosses dents projetées au-delà des lèvres, ont évolué à partir des dents et donnent à certaines espèces un avantage évolutif. Les dents de la plupart des mammifères consistent en une racine et une couverture.
Les dents et les défenses ont la même structure : pulpe, dentine, cément et émail. La partie la plus interne est la cavité de la pulpe qui est un espace vide dans la dent, et qui se moule sur la forme de la pulpe. Les cellules odontoblastiques sont alignées sur la cavité de la pulpe et sont responsables de la production de la dentine. La dentine, qui est le principal composant des objets en ivoire sculpté, forme une couche d'épaisseur constante autour de la cavité de la pulpe et en constitue la masse.
La dentine est un tissu connectif minéralisé avec une matrice organique de protéines de collagène. Le composant inorganique de la dentine est la dahllite. La dentine contient une structure microscopique appelée tubule dentinal : ce sont des micro-canaux qui rayonnent vers l'extérieur par le dentine à partir de la cavité de la pulpe jusqu'à la frontière externe du cément. Ces canaux ont des configurations différentes selon les ivoires et leurs diamètres sont compris entre 0,8 et 2,2 micromètres. Leur longueur est déterminée par le rayon de la défense. La configuration tridimensionnelle du tubule dentinal est déterminée génétiquement et est donc une caractéristique spécifique à l'ordre biologique.
Les défenses d'éléphant pèsent entre vingt cinq et cent vingt kilogrammes.
Les dents et les défenses d'ivoire peuvent être taillées dans une variété presque infinie de formes et d'objets : petites statues, netsukes, bijoux, poignées de plats et assiettes, incrustations de meubles et touches de piano… De plus, les défenses et les dents du phacochère, du cachalot, de l'épaulard et de l'hippopotame peuvent aussi être creusées ou taillées en surface, conservant ainsi leurs formes originales comme des objets morphologiquement reconnaissables.

## Utilisation par l'homme

### Exploitation
L'ivoire a toujours été un matériau précieux, sculpté depuis des dizaines de millénaires par l'Homme comme en témoigne la Dame de Brassempouy. En raison de son origine animale, la récupération d'ivoire a constitué une véritable menace pour les espèces qui en sont pourvues. La recherche d'ivoire, entre autres pour la production des touches de piano et des billes de billard, a été l'un des objectifs majeurs de la chasse menée en Afrique lors de la colonisation. Jusqu'à la découverte d'or, le Transvaal exportait ainsi principalement de l'ivoire.
Le Château-Musée de Dieppe présente une collection importante d'objets sculptés en ivoire.
Quelques exemples d'utilisation de l'ivoire :

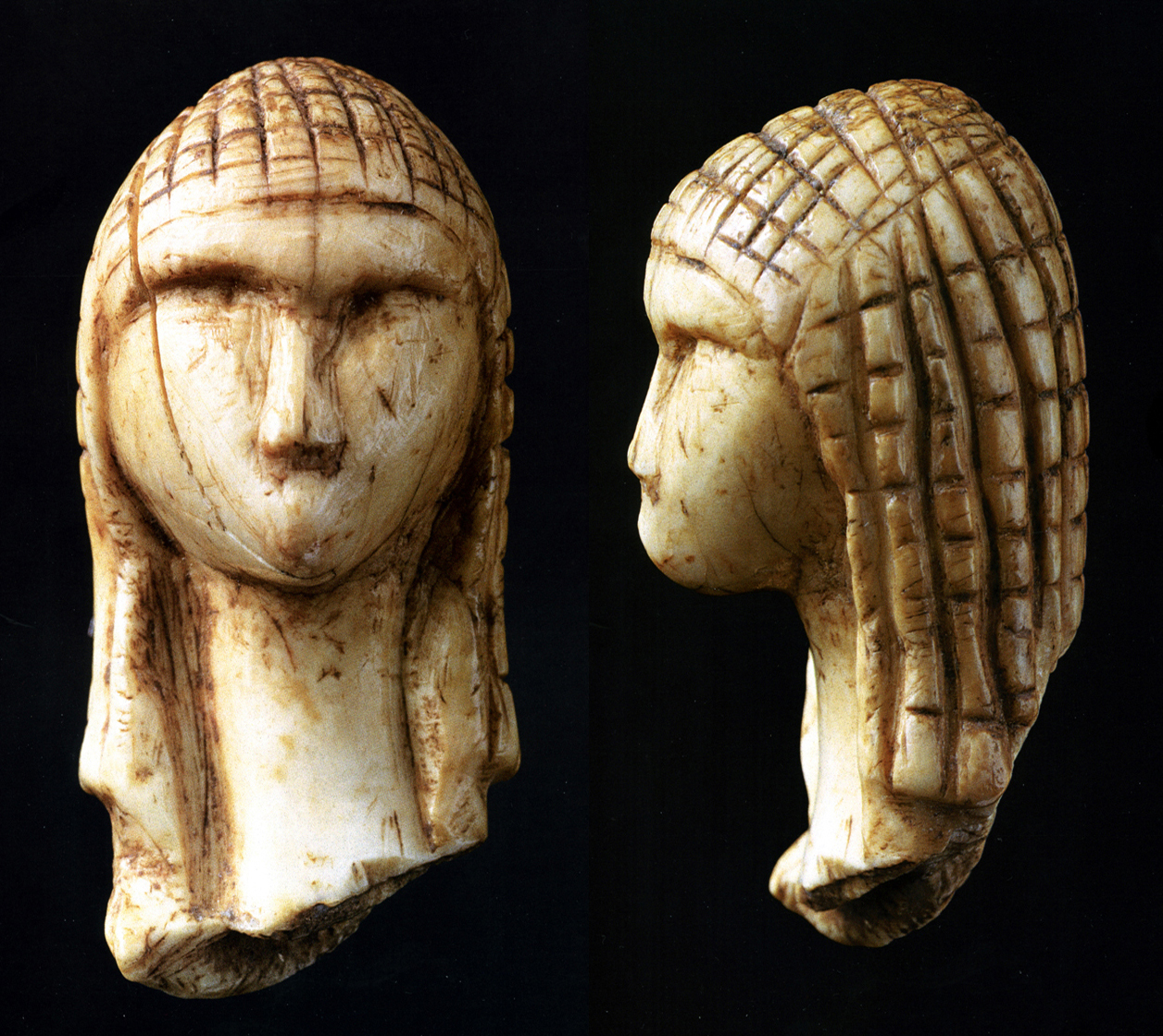
Dame de Brassempouy, sculpture gravettienne (- 29 / - 22 000 avant le présent).
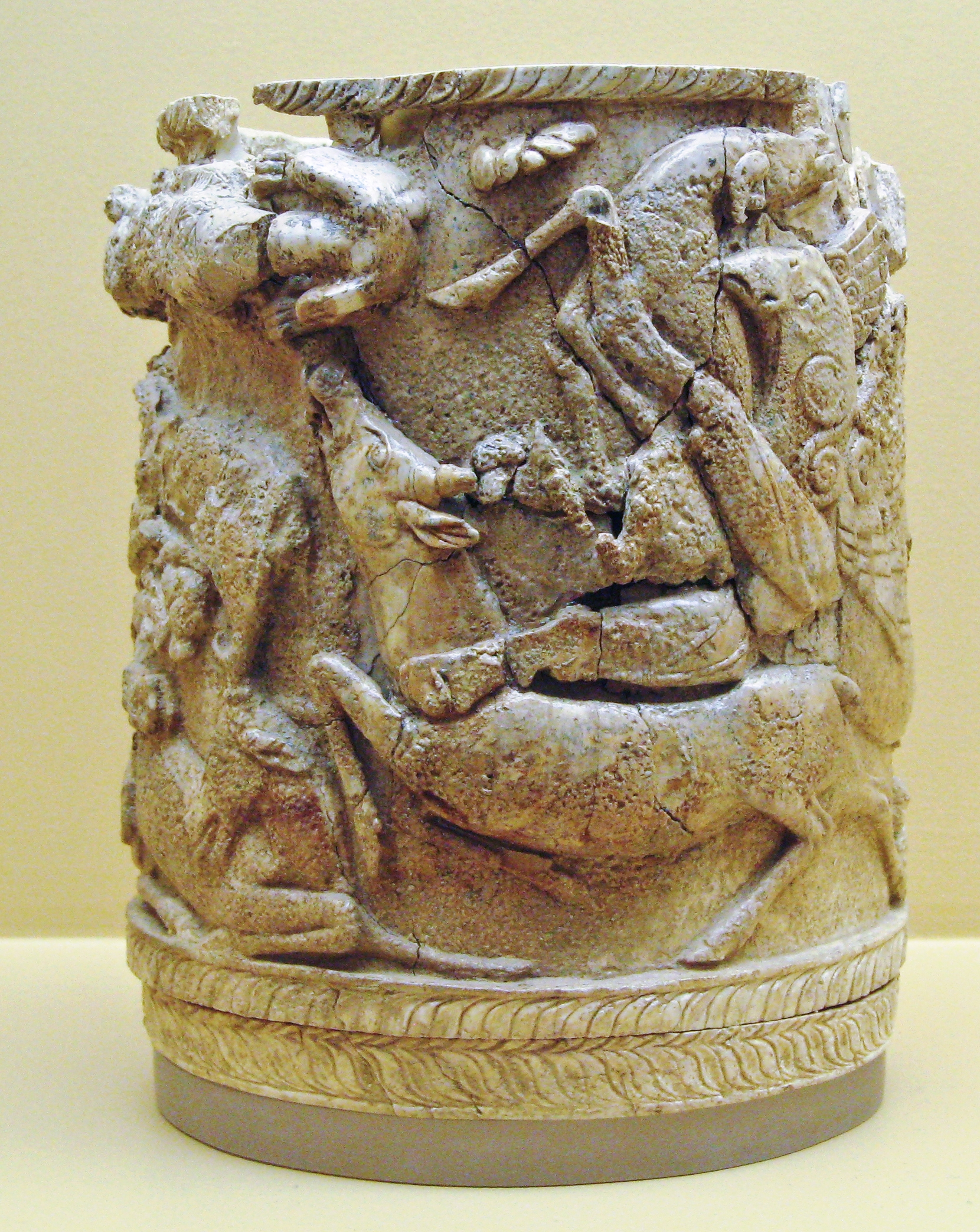
Pyxide en ivoire sculptée retrouvée à Athènes, fin du XVe siècle av. J.-C., Musée national archéologique d'Athènes.
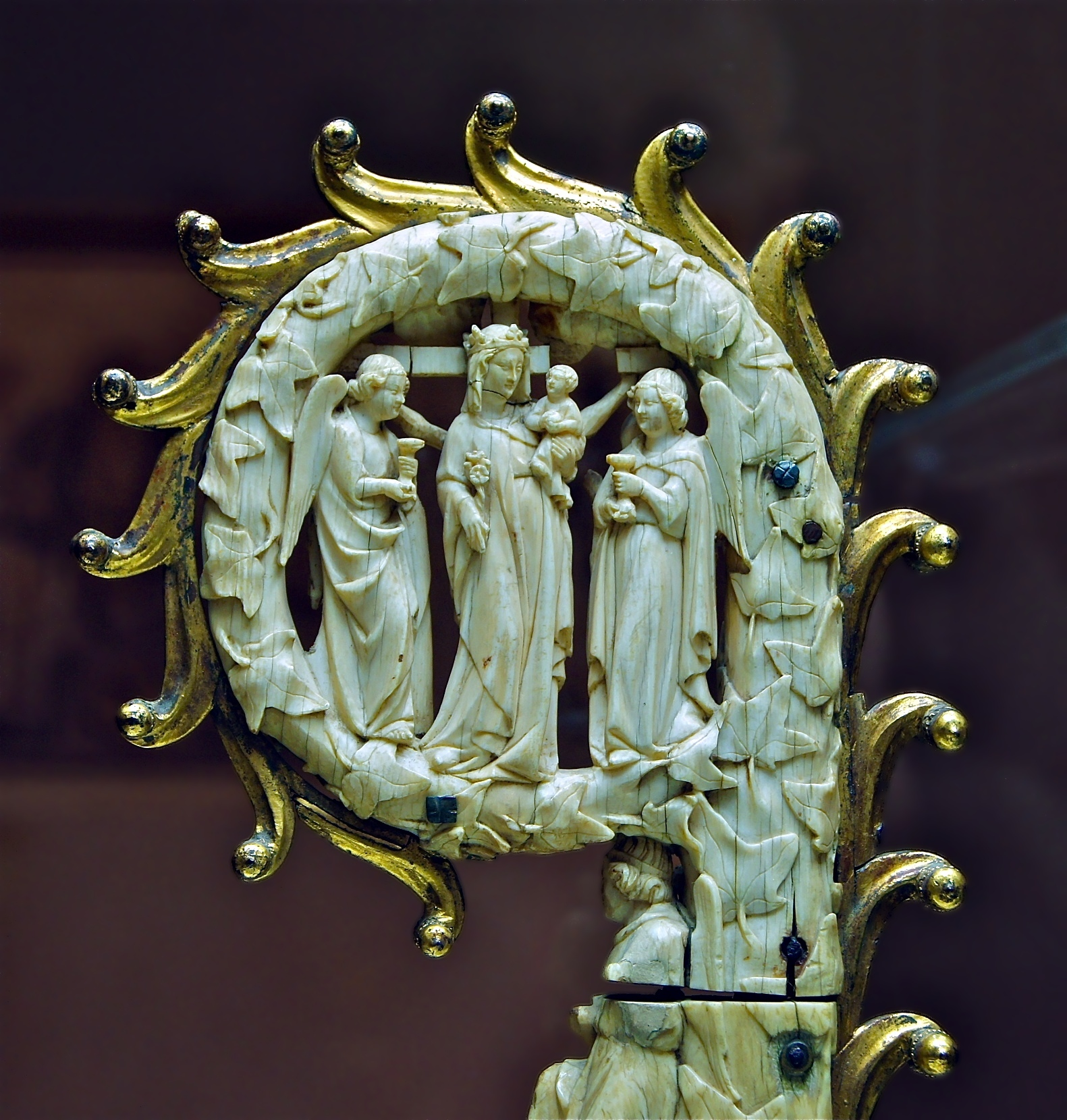
Crosseron (tête) d'une crosse épiscopale en ivoire d'éléphant sculpté représentant une Vierge à l'enfant, entre deux anges, vers 1300 (Musée du Moyen Âge, Paris)
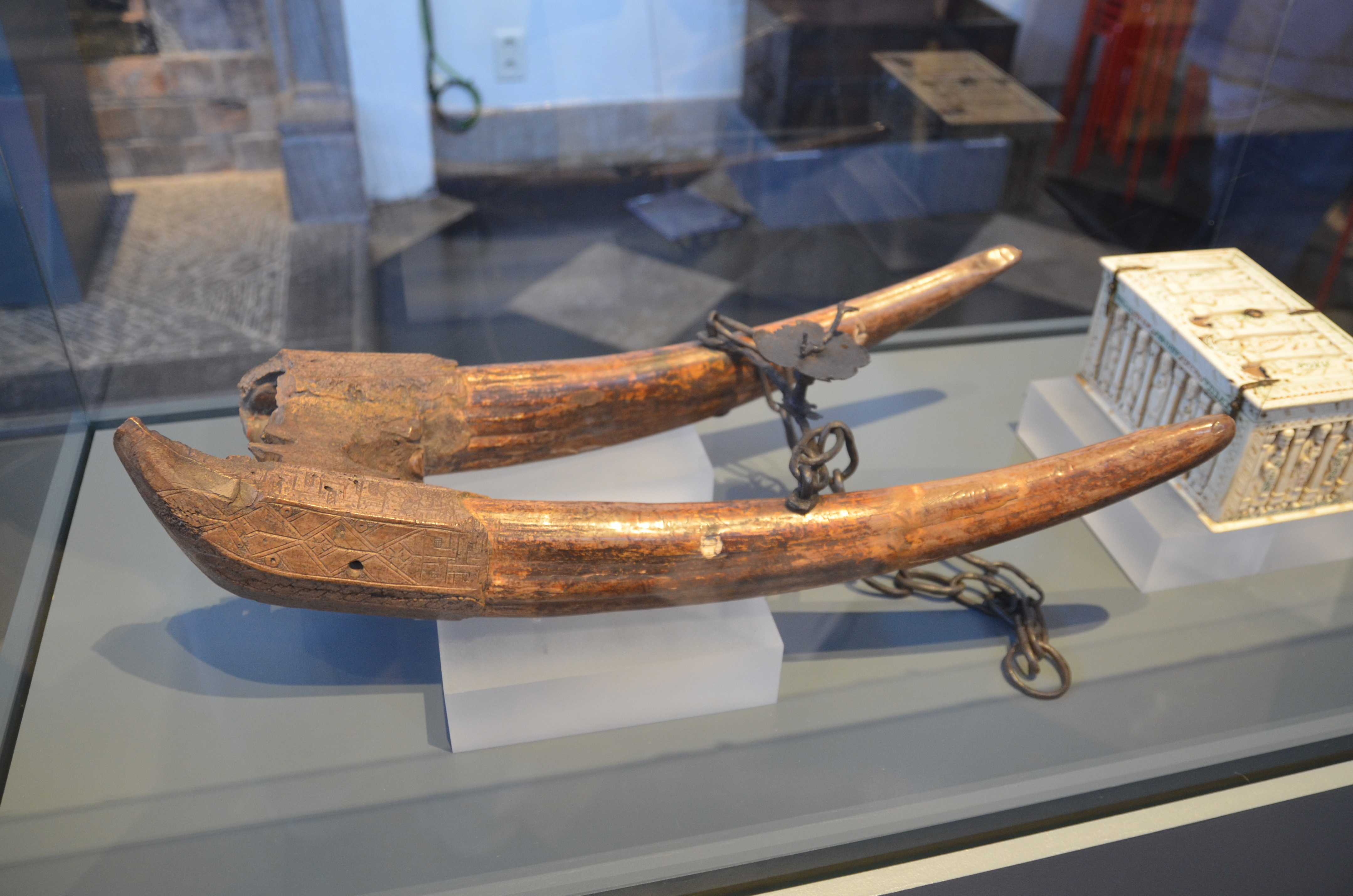
Luminaire en défenses et crâne de morse, probablement du XIVe siècle, découvert dans la Meuse en face de Bouvignes (Dinant) en 1864[3].

Hong Kong est l'un des grands centres de sculpture sur ivoire au monde, menaçant la survie des éléphants, jusqu'à ce que celui-ci soit interdit dans cette ville au début de 2018.

#### L'ivoire d'éléphant

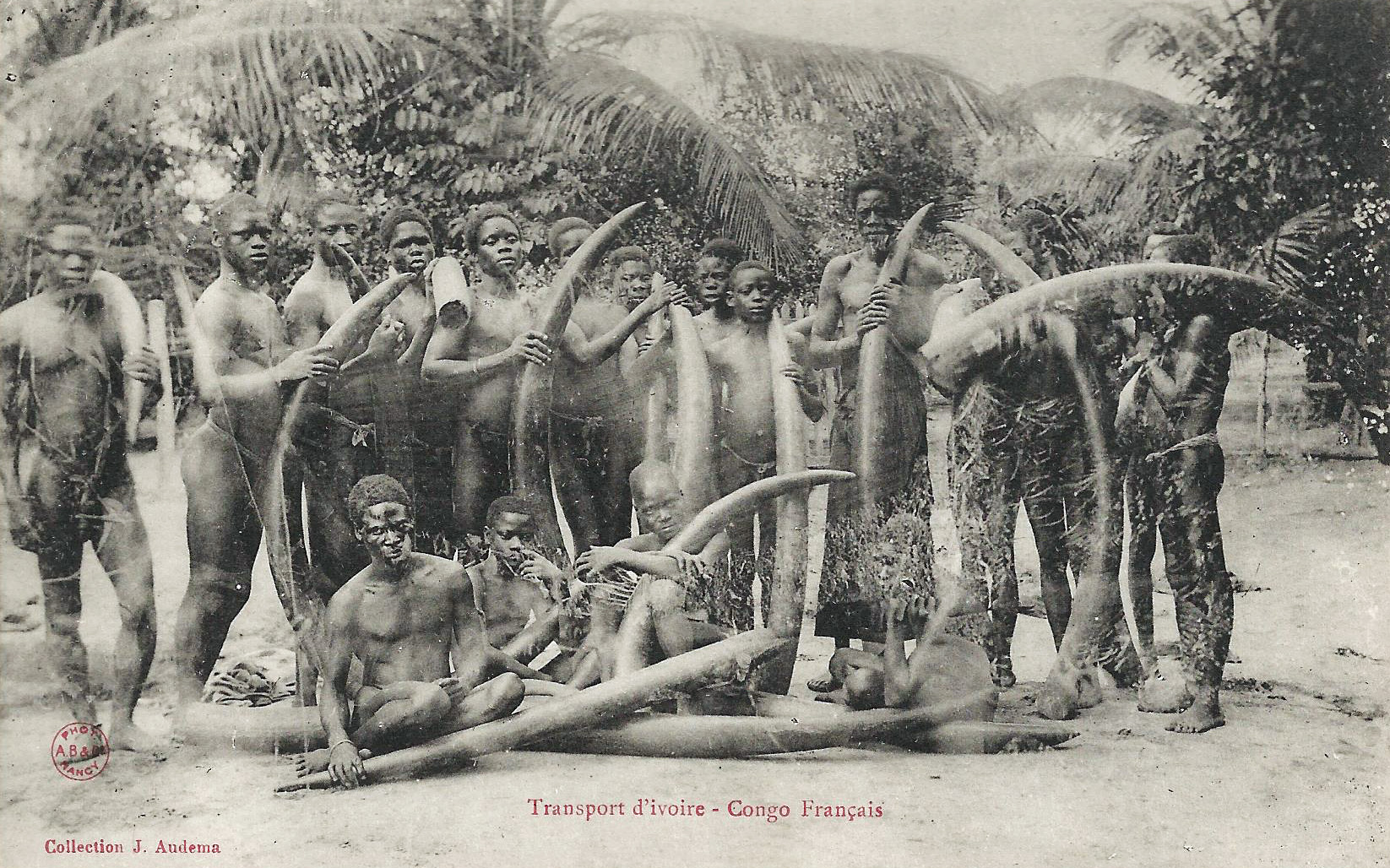
Transport d'ivoire au Congo français.

Les éléphants ont été particulièrement chassés pour leurs défenses, à tel point que dans certaines régions d'Afrique et d'Asie, leur patrimoine génétique serait en train d'évoluer. En réalité, cette évolution vient probablement du fait qu'il existe naturellement des éléphants non munis de défenses ; ces éléphants n'étant pas chassés pour l'ivoire peuvent se reproduire plus longtemps que les éléphants avec défenses : ce n'est donc pas une mutation, mais un remplacement. Actuellement[Quand ?], les éléphants sont protégés, et l'impact du braconnage sur l'évolution des populations d'éléphants est très difficile à quantifier. Une étude publiée en août 2014 suggère cependant qu'entre 2010 et 2012, une moyenne de 33 630 éléphants étaient tués par braconnage.
Du fait du déclin des populations d'animaux producteurs d'ivoire, l'importation et la vente d'ivoire sont interdites ou sévèrement réglementées dans de nombreux pays.
Il existe une interdiction internationale du commerce de l'ivoire depuis 1989, mais celle-ci n'eut que peu d'effet sur le moment, la Chine continuant d'utiliser l'ivoire dans ses fabriques.

#### L'ivoire de morse
Entre le XIe siècle, qui a vu des Vikings fonder une colonie au Groenland, et le XIIIe siècle, durant lequel l'ivoire d'éléphant est devenu plus accessible, la principale source d'ivoire de l'Europe était l'ivoire de morse, dont l'exploitation a conduit à une chute de la population de morses du Groenland. Les Vikings obtiennent cet ivoire en chassant directement les morses ou en recevant des tributs ou en commerçant avec les sames. L'ivoire de morse, plus petit que l'ivoire d'éléphant est recherché pour la fabrication d’objets de luxe comme des pièces d'échecs, des pommeaux d'épée, et des reliquaires. Ces objets étaient destinés aux élites d'Europe occidentale, notamment les aristocrates francs et anglo-saxons, qui en faisaient grand usage pour démontrer leur pouvoir et leur richesse,.

### Substituts et imitations
La faible disponibilité de l'ivoire incite les protecteurs des éléphants et les faussaires à développer des techniques poussées pour imiter l'ivoire.

#### Ivoire fossile

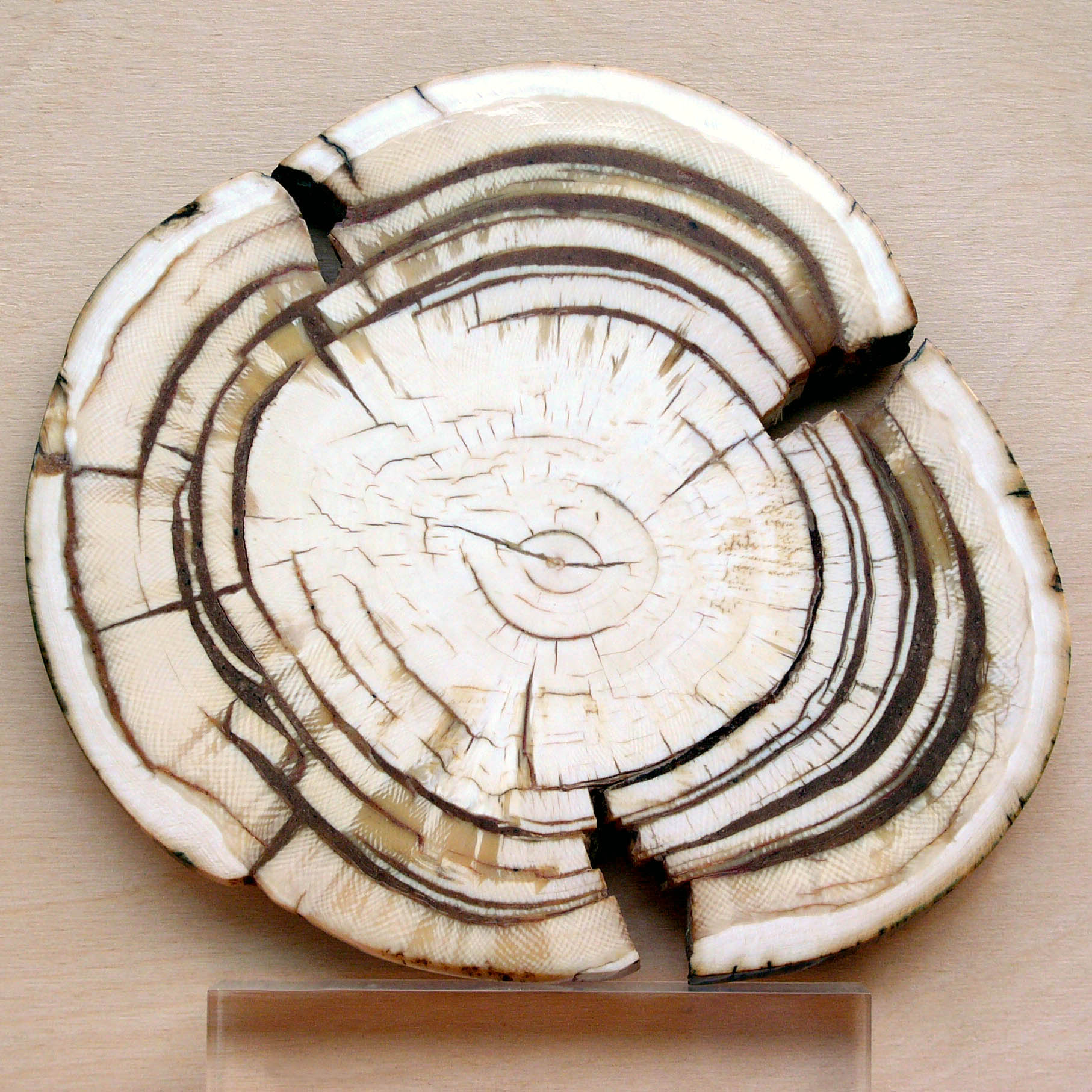
Ivoire « fossile » de mammouth, dégradé

L'ivoire fossile de mammouth est abondant en Sibérie. Il a été vendu ou confondu avec l'ivoire d'éléphant ou sert aussi de remplacement à l'ivoire d'espèces actuellement vivantes. Il semble avoir été exploité depuis des siècles : « M. Tilesius rapporte un passage de M. Klaproth, d'où il résulte que ces cadavres encore garnis de chair préservée par les glaces ne sont pas une chose absolument rare. Les Chinois même en ont quelque idée, et il est question, dans leurs livres, d'une prétendue souris grande comme un buffle qui habite, des cavernes dans les contrées septentrionales, et dont les os se laissent aisément travailler. Ce ne peut être que le mammont (mammouth) des Russes, ou l'éléphant fossile ; et la fable même généralement adoptée par les peuples de Sibérie, que le mammont vit sous terre, et qu'on ne le prend jamais en vie, mais qu'on en trouve quelquefois le corps encore frais et ensanglanté, ne peut tenir qu'à ces cadavres que l'on aura découverts ainsi conservés par le froid. L'abondance de ces os en Sibérie est telle que, malgré l'immense quantité que l'on vend et que l'on emploie journellement dans les arts, ils ne semblent pas avoir diminué : l'on creuse rarement des puits ou de fondations sans en découvrir ; et des îles entières, dans les mers glaciales, semblent en être formées ».

#### Ivoire végétal
Parfois, il ne s'agit que de trouver un substitut naturel qu'il soit animal ou végétal. On utilise ainsi : Ivoire végétal (tagua, corozo), le bois, l'os, la résine de copal fossile),
Les graines de certains végétaux — ivoire végétal — gagnent en popularité comme remplacement de l'ivoire bien que leur dimension limite leurs usages.
Les associations écologistes préconisent l'utilisation d'un substitut naturel à l'ivoire nommé « Ivoire végétal », issu du commerce équitable.

#### Ivoire de mer
Cet ivoire, provenant des boucliers dermiques de l'esturgeon noir, espèce protégée, est de même structure moléculaire et nature cristalline que l'ivoire de morse ou d'éléphant. L'« ivoire de mer » est classé parmi les ivoires véritables depuis les tests menés en 2002 par le professeur Cyrille Barrette de l'Université Laval, à Québec. Cette recherche fut financée par l'artisan bijoutier canadien André Senécal, de Cap-Saint-Ignace, Québec, Canada.
Les boucliers dermiques d’esturgeon forment sur les flancs de l'animal une protection contre les prédateurs, ce qui a permis à ce poisson de survivre depuis le Trias sans grand changement de sa physionomie : chaque esturgeon adulte en possède environ une centaine. L'ivoire de mer provient de la récupération de ces boucliers qu'André Senécal obtient des pêcheurs de la Côte-Sud du Québec, région de Montmagny, qui vendent la chair du poisson sur le marché local des produits du terroir. Au Canada, le pêche de l'esturgeon, réglementée, n'est permise que dans cette région particulière du fleuve Saint-Laurent (60% de la pêche mondiale) et Senécal en exploite le potentiel commercial pour produire des objets en ivoire en dessous de 10 centimètres de diamètre.

#### Celluloïd
Le celluloïd a été découvert aux États-Unis vers 1870 à la suite d'une mise en concours de la découverte d'un substitut à l'ivoire pour la fabrication des billes de billard.
Les techniques des faussaires font parfois appel à du plastique pour obtenir des imitations plus convaincantes (assemblage sous pression de plaques de cellulose, moulage de plastiques) que les simples moulages au plâtre enduit d'un produit à base de cire.

#### Ivoirine

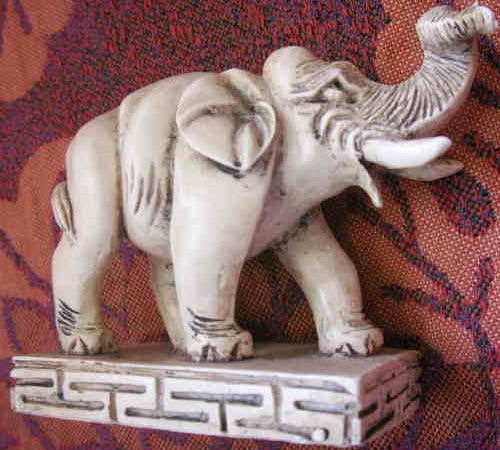
Sculpture moulée en ivoirine

Sans être vraiment une imitation, l'ivoirine est fait de l'ivoire « reconstitué ».
Les débris d’ivoire résultant de la taille des objets sont réduits en poudre et mélangés à un liant.
Le mélange ainsi obtenu — genre pâte à pain — sera coulé dans un moule.
Par son aspect lisse et l’impossibilité de déterminer le pourcentage de poudre d'ivoire présent dans la pièce (sans la détruire) font que les objets en ivoirine sont apparentés à des objets en celluloïd ou en résine plastique.

#### L'os
L'os, par son aspect proche de celui de l'ivoire, a toujours été un substitut bon marché de l'ivoire.
Mais avec le temps l'os — de bœuf et de chameau notamment — jaunit et sa structure ne permet pas de réaliser des objets d'art aussi finement sculptés que ceux en ivoire. C'est également le cas de la corne kératineuse de toucan ou de calao.

## Expressions et symbolique

### Expressions
- Une tour d'ivoire, c'est une retraite où s'isole quelqu'un qui refuse tout contact ou tout engagement.
- Une porte d'ivoire, c'est la porte des songes trompeurs (empruntée par Énée pour quitter le monde souterrain dans l'Énéide de Virgile).

### Symbolique
Les noces d'ivoire symbolisent les 14 ans de mariage (62 ans selon les versions) dans le folklore français.